# Liste de jeux Nintendo Switch 2
La liste de jeux Nintendo Switch 2 répertorie les jeux vidéo disponibles sur la console Nintendo Switch 2, distribués par des professionnels, toutes régions confondues.
Remarques :
- Certains des jeux nommés ci-dessous sont encore en développement et peuvent donc changer de nom ou être annulés.
- Par souci de cohérence avec le reste de Wikipédia en français, il est utile de mettre les appellations françaises si le jeu possède un titre francophone.

- Haut – A
- B
- C
- D
- E
- F
- G
- H
- I
- J
- K
- L
- M
- N
- O
- P
- Q
- R
- S
- T
- U
- V
- W
- X
- Y
- Z

## 0 - 9
- 007 First Light

## A
- The Adventures of Elliot: The Millennium Tales
- AFL 26
- Apex Legends
- Arcade Archives 2: Air Combat 22
- Arcade Archives 2: Ridge Racer
- Atelier Ryza Secret Trilogy Deluxe Pack
- Aurascope

## B
- Ball x Pit
- Bestiario
- Bit Boy!! Arcade 2
- Bokura
- Bokura: planet
- Borderlands 4
- Bravely Default: Flying Fairy HD Remaster

## C
- Castle of Heart: Retold
- Chillin' by the Fire
- Civilization VII – Nintendo Switch 2 Edition
- Content Warning
- Cookie Clicker
- Cronos: The New Dawn
- Cyberpunk 2077: Ultimate Edition

## D
- Daemon X Machina: Titanic Scion
- Dear me, I was...
- Deltarune
- Disgaea 7 Complete
- Donkey Kong Bananza
- Drag x Drive
- Dragon Ball: Sparking! Zero
- Dragon Quest I & II HD-2D Remake
- The Duskbloods

## E
- EA Sports FC 26
- Elden Ring: Tarnished Edition
- Enter the Gungeon 2
- The Exit 8 – Nintendo Switch 2 Edition

## F
- Fantasy Life i : La Voleuse de temps – Nintendo Switch 2 Edition
- Farming Simulator: Signature Edition
- Fast Fusion
- Final Fantasy VII Remake Intergrade
- Final Fantasy Tactics: The Ivalice Chronicles
- Fortnite
- Full Metal Schoolgirl
- FUR Squadron Phoenix

## G
- Glaciered
- Goodnight Universe

## H
- Hades II
- Handy Hockey
- Hela
- Hitman: Absolution
- Hitman: World of Assassination – Signature Edition
- Hogwarts Legacy
- Hollow Knight: Silksong
- Human Fall Flat 2
- Hyrule Warriors : Les Chroniques du sceau

## I
- Inazuma Eleven: Victory Road

## K
- Kirby Air Riders
- Kirby et le monde oublié + Le pays des étoiles filantes
- Kunitsu-Gami: Path of the Goddess

## L
- The Legend of Dark Witch Episode 4: Thoughts Delivered
- The Legend of Heroes: Trails Beyond the Horizon
- The Legend of Zelda: Breath of the Wild – Nintendo Switch 2 Edition
- The Legend of Zelda: Tears of the Kingdom – Nintendo Switch 2 Edition
- Légendes Pokémon : Z-A - Nintendo Switch 2 Edition
- Little Nightmares Enhanced Edition
- Little Nightmares III

## M
- Madden NFL 26
- Majogami
- Mario Kart World
- Marvel Cosmic Invasion
- Maseylia: Echoes of the Past
- Metroid Prime 4: Beyond – Nintendo Switch 2 Edition
- Mina the Hollower
- Monster Hunter Stories 3: Twisted Reflection
- Mortal Kombat: Legacy Kollection
- Mouse Work
- My Time at Evershine

## N
- NBA 2K26
- Nintendo Switch 2 Welcome Tour
- No Man's Sky - Nintendo Switch 2 Edition
- No Sleep for Kaname Date – From AI: The Somnium Files
- Nobunaga's Ambition: Awakening Complete Edition

## O
- Obakeidoro 2: Chase & Seek
- Octopath Traveler 0
- Opus: Prism Peak

## P
- Pac-Man World 2 Re-Pac
- Persona 3 Reload
- Plants vs. Zombies Replanted
- PowerWash Simulator 2
- Professeur Layton et le Nouveau Monde à vapeur
- Puyo Puyo Tetris 2S

## R
- Raidou Remastered: The Mystery of the Soulless Army
- Reanimal
- Romancing SaGa 2: Revenge of the Seven – Nintendo Switch 2 Edition
- Rune Factory: Guardians of Azuma

## S
- Shine Post: Be Your Idol!
- Shadow Labyrinth – Nintendo Switch 2 Edition
- Sonic Racing: CrossWorlds - Nintendo Switch 2 Edition
- Sonic x Shadow Generations
- Spine
- Splatoon Raiders
- Split Fiction
- SpongeBob SquarePants: Titans of the Tide
- Star Wars Outlaws
- Starseeker: Astroneer Expeditions
- Story of Seasons: Grand Bazaar – Nintendo Switch 2 Edition
- Street Fighter 6
- Suikoden I & II HD Remaster: Gate Rune and Dunan Unification Wars
- Super Mario Party Jamboree – Nintendo Switch 2 Edition + Jamboree TV
- Survival Kids

## T
- Tamagotchi Plaza – Nintendo Switch 2 Edition
- Tony Hawk's Pro Skater 3 + 4
- Two Point Museum

## V
- Virtua Fighter 5 R.E.V.O.

## W
- Wild Hearts S
- Witchbrook
- WWE 2K25

## Y
- Yakuza 0 Director's Cut
- Yakuza Kiwami
- Yakuza Kiwami 2
- Ys X: Proud Nordics
- Yooka-Replaylee

## Z
- Haut – A
- B
- C
- D
- E
- F
- G
- H
- I
- J
- K
- L
- M
- N
- O
- P
- Q
- R
- S
- T
- U
- V
- W
- X
- Y
- Z